# Long Beach (Nueva York)
Long Beach, fundada en 1922, es una ciudad ubicada en el condado de Nassau en el estado estadounidense de Nueva York. En el año 2000 tenía una población de 35.462 habitantes y una densidad poblacional de 6,398.1 personas por km².

## Geografía
Long Beach se encuentra ubicada en las coordenadas 40°35′17″N 73°41′17″O / 40.58806, -73.68806. Según la Oficina del Censo, la ciudad tiene un área total de 10,1 km² (3,9 mi²), de la cual 5,5 km² (2,1 mi²) es tierra y 4,6 km² (1,8 mi²) (45.54%) es agua.

## Demografía
Según la Oficina del Censo en 2000 los ingresos medios por hogar en la localidad eran de $56,289, y los ingresos medios por familia eran $68,222. Los hombres tenían unos ingresos medios de $¿? frente a los $¿? para las mujeres. La renta per cápita para la localidad era de $31,069. Alrededor del 9.4% de la población estaban por debajo del umbral de pobreza.